# Lasiomyrma
Lasiomyrma is een geslacht van mieren uit de onderfamilie van de Myrmicinae (Knoopmieren).

## Soorten
- L. gedensis Terayama & Yamane, 2000
- L. gracilinoda Terayama & Yamane, 2000
- L. maryatiae Terayama & Yamane, 2000
- L. wiwatwitayai Jaitrong, 2010